# Справочник по детской безопасности в Интернете
Справочник по детской безопасности в Интернете — информационный портал, который работает в более чем 50 странах мира и содержит информацию об инструментах безопасности Google (безопасный поиск, безопасный режим просмотра видео на сайте YouTube, настройки возрастных фильтров для мобильных приложений и т. д.), а также рекомендации ведущих российских организаций, занимающихся вопросами детской безопасности.
Одним из партнёров данного проекта выступил Фонд Развития Интернет, принявший участие в разработке рекомендации по безопасному использованию интернета.
«Справочник» был представлен 14 сентября 2011 года в московском офисе Google главой отдела коммуникаций и связей с общественностью Google в регионе Южная и Восточная Европа, Ближний Восток и Африка Скоттом Рубиным. Также на презентации выступили: Галина Солдатова, директор Фонда Развития Интернет, представшая результаты исследования «Дети России онлайн» и результаты работы Линии помощи «Дети онлайн», описывающие актуальную ситуацию в отношении интернет-рисков и безопасности для детей в России, Олег Николаевич Смолин, депутат ГД РФ, Любовь Николаевна Духанина — заместитель председателя комиссии по развитию образования Общественной палаты РФ, детский писатель Григорий Остер и многие другие специалисты, работающие по проблемам безопасности детей в интернете.
В видеороликах, размещённых на страницах справочника, о принципах взаимодействия детей, родителей и сети говорят знаменитые люди, столкнувшиеся с проблемой на примерах собственных детей и внуков. А хорошо знакомый всем детям и взрослым автор «Вредных советов» Григорий Остер пообещал несколько книг, с советами для детей и взрослых и даже прочитал отрывок из поэмы, героине которой пришлось спасать собственного папу, который пренебрег правилами безопасности и из-за этого вляпался в неприятности.
В ноябре 2011 года на VIII церемонии вручения «Премии Рунета — 2011», прошедшей в кинотеатре «Пушкинский» (ныне театр «Россия», компания Google с проектом «Справочник по детской безопасности в Интернете» стала одним из победителей в специальной номинации «Безопасный Рунет».

## Разделы справочника
1. Общая информация
2. Инструменты безопасности Google
3. Как сообщить о неприемлемом контенте
4. Управление доступом к контенту и настройки конфиденциальности
5. Рекомендации партнёров
6. Видеосоветы от родителей
7. Полезные ресурсы
8. Партнёры
9. Часто задаваемые вопросы

## Партнёры
- Фонд Развития Интернет
- Центр безопасного Интернета в России
- Факультет психологии МГУ имени М. В. Ломоносова
- Национальный Детский Фонд
- Министерство социальной политики Нижегородской области
- Русская школьная библиотечная ассоциация
- ЮНИСЕФ